# Семінарійський костел Святого Йоана з Дуклі (Житомир)
Семінарський костел Святого Яна з Дуклі — костел в Житомирі. Розташований на вулиці Київський, 4. 
Костел в стилі неокласицизму побудований в 1838—1842 рр. замість згорілого храму монастиря францисканців, заснованого в 1763 році. До 1917 р в монастирському корпусі розміщувалася духовна семінарія, а за радянської влади — військкомат. У 1992 р костел Св. Іоанна було повернуто францисканцям, освячений у 1997 році. Монастир діючий. Одна з головних архітектурних пам'яток Житомира.

## Історична довідка
Історично склалося так, що місто Житомир тривалий час перебував у складі як православних, так і католицьких держав, держав з різними релігійними віросповіданнями. Саме тому місто багате пам'ятками сакральної архітектури. Поряд з православними храмами, тут чимало діючих католицьких костелів. Однією з таких католицьких святинь є величний костел Іоанна з Дуклі — одна з головних архітектурних пам'яток Житомира.
Спочатку, згідно грамоті, виданій польським королем Сигізмундом III Вазою ченцям-бернардинцям, в Житомирі в 1761 році відкрили Бернардинський монастир і побудували при ньому дерев'яний костел, присвячений блаженному Іоанну з Дуклі. Іоанн з Дуклі (John Dukla) — святий в Римсько-католицькій церкві, один з святих покровителів Польщі і Литви.
Народився він у 1414 році в польському місті Дукля, а помер в 1484 році у Львові. Був ченцем жебракуючого Ордена менших братів конвентуальних (Friars Minor Conventual), жив у бідності і послуху, читав проповіді, з роками осліпнув. Йому приписують декілька чудес. 10 червня 1997 року, Іоанн із Дуклі був канонізований папою Іоанном Павлом II.
Під час національно-визвольного повстання «Коліївщина» в цьому монастирі ховався один з керівників повстання легендарний козак Іван Ґонта.
У 1820 році сталася велика пожежа, внаслідок якої були знищені і будови братів. Меси стали відправлятися в кляшторних приміщеннях. Замість дерев'яного храму почали споруджувати кам'яний костел. Закінчили будівництво храму у 1842 році.

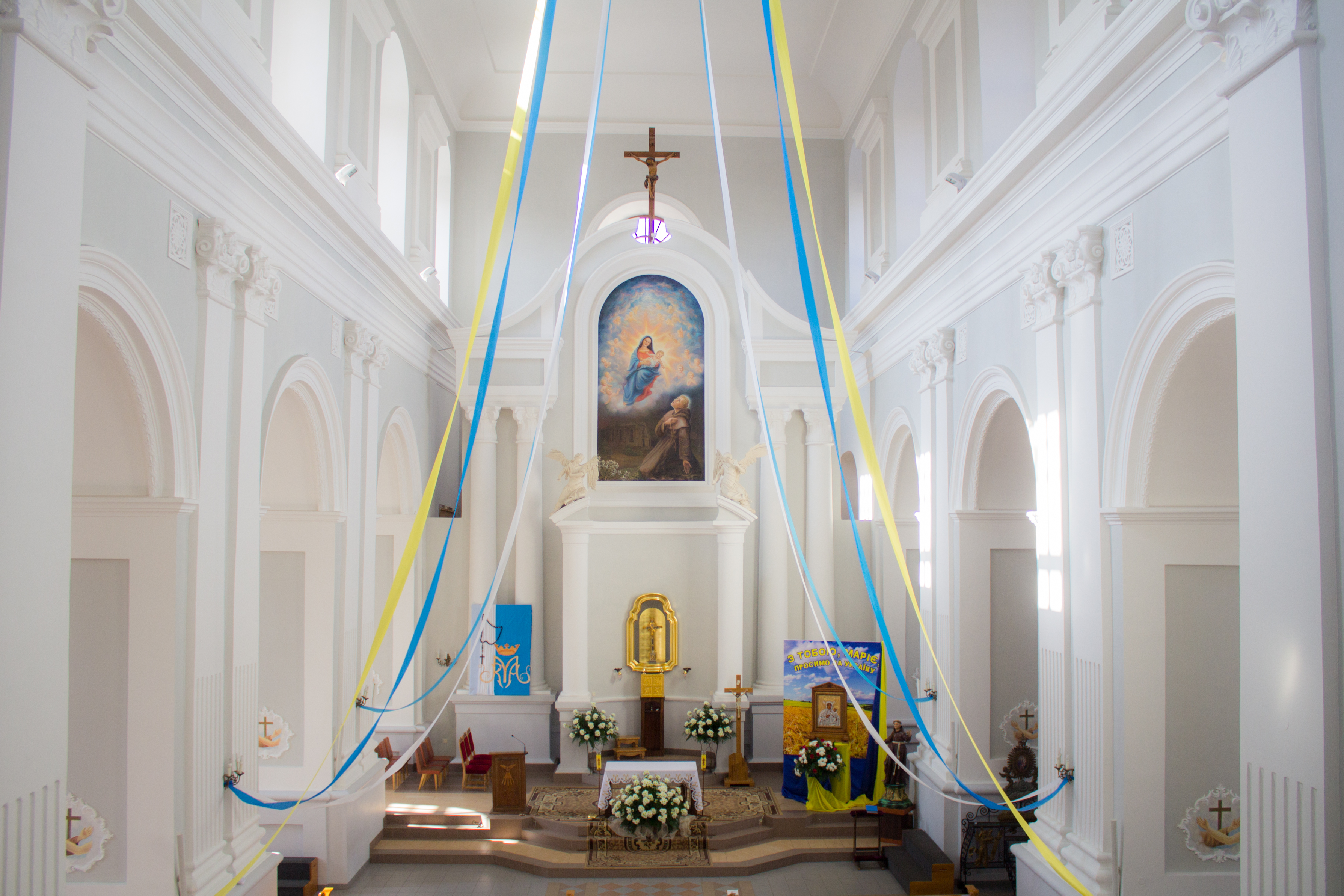
Семінарійський костел Св. Йоана з Дуклі, вівтар

Всередині знаходився головний великий вівтар та два бічних, присвячених Матері Божій Ченстоховскій та св. Антонію з Падуї. Крім того, були передбачені два інших вівтарі на честь св. Франциска Ассізького та бл. Іоана із Дуклі. Спочатку інтер'єр костелу був багато декорований. В його оформленні брав участь художник Ф. Завадський.
Але радість ченців-бернардинців з приводу закінчення будівництва була передчасною. Діяльність монастиря незабаром заборонили, а будівлі передали переведеній з Луцька в 1844 році Римо-католицької духовної семінарії. Семінарію розмістили в примикаючих до костелу Т-подібних в плані келіях колишнього Бернардинського монастиря, а костел при семінарії став називатися Семінарійським.
Костел і семінарія тоді виходили безпосередньо на нинішню Соборну площу, тому і вона в середині XIX століття називалася Семінарійською. Семінарійським провулком тоді називався і нинішній проїзд Скорульського, оскільки він знаходився на землях, відведених колишньому Бернардинському монастирю ще у 1763 році і що перейшли духовній семінарії. Перед Другою світовою війною приміщення костьолу переобладнали під кінотеатр. Башту з боку площі знесли, а вхід зробили з боку Київської вулиці.

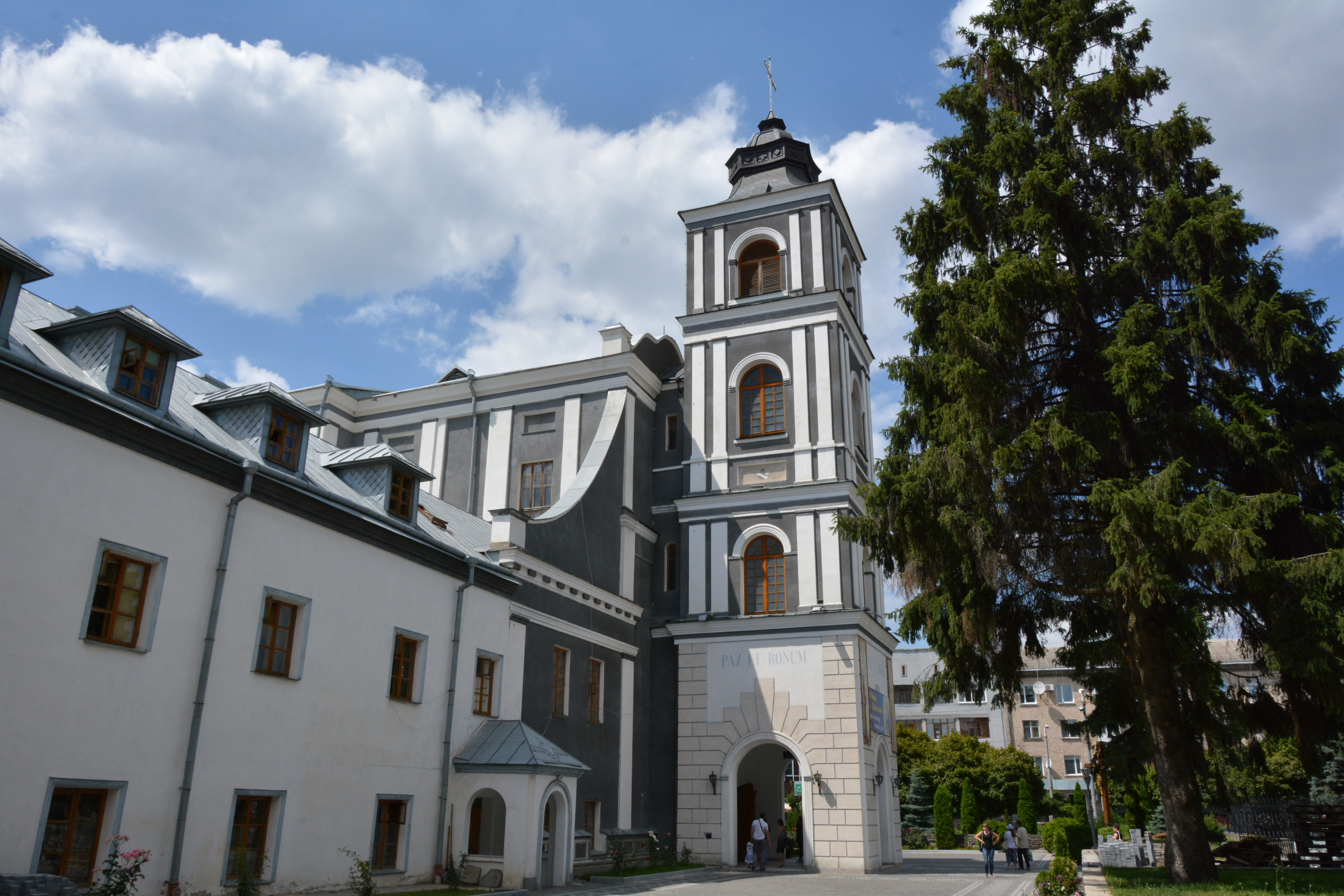
Семінарійський костел

Після війни тут була обласна філармонія, обласний будинок народної творчості і відділ природи краєзнавчого музею. Келії монастиря за радянських часів і до 2006 року використовували під обласний військкомат. В наші дні костьол відреставрували, прибудувавши нову башту з боку вулиці Театральної, і повернули віруючим. Освячення храму відбулося 25 жовтня 1997 року. В тому ж році костел отримав сучасну назву — Семінарійський костел святого Іоанна із Дуклі. Костел є пам'ятником історії і архітектури державного значення.
6 жовтня 2013 року в рамках святкування 250-річчя Семінарійського костелу Святого Йоана з Дуклі в місті Житомирі відбулося урочисте відкриття пам’ятної дошки на стіні святині Зигмунту Фелінському– архієпископу і митрополиту Варшавському, засновнику згромадження Сестер Францисканок Родини Марії, який навчався у 1851-1852 роках у Житомирській римсько-католицькій духовній семінарії.

## Архітектура
Костьол — цегляна, трьохнефна базиліка, виконана в ордерній системі в спрощених традиційних архітектурних формах бароко. У плані це прямокутна будова, що являє собою тринефну чотириступеневу склеписту базиліку з прямокутною абсидою.
У костелі довелося піти на деякі відступи від канонічних правил. Так як перед входом до храму в радянські часи було зведено житловий будинок, через який до святині важко зайти, було змінено напрям головного вівтаря: його поміняли місцем з колишнім входом.

## Галерея

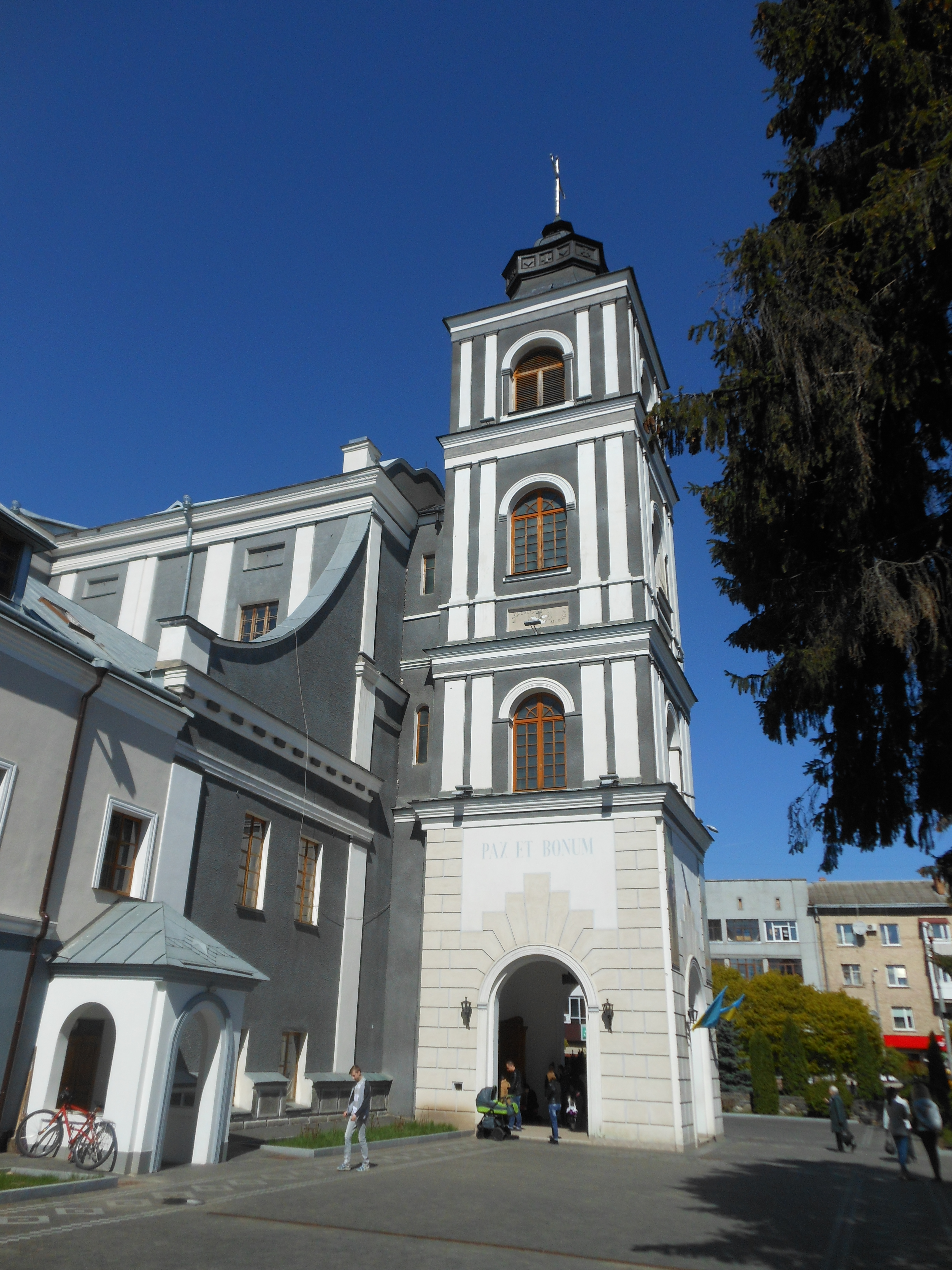
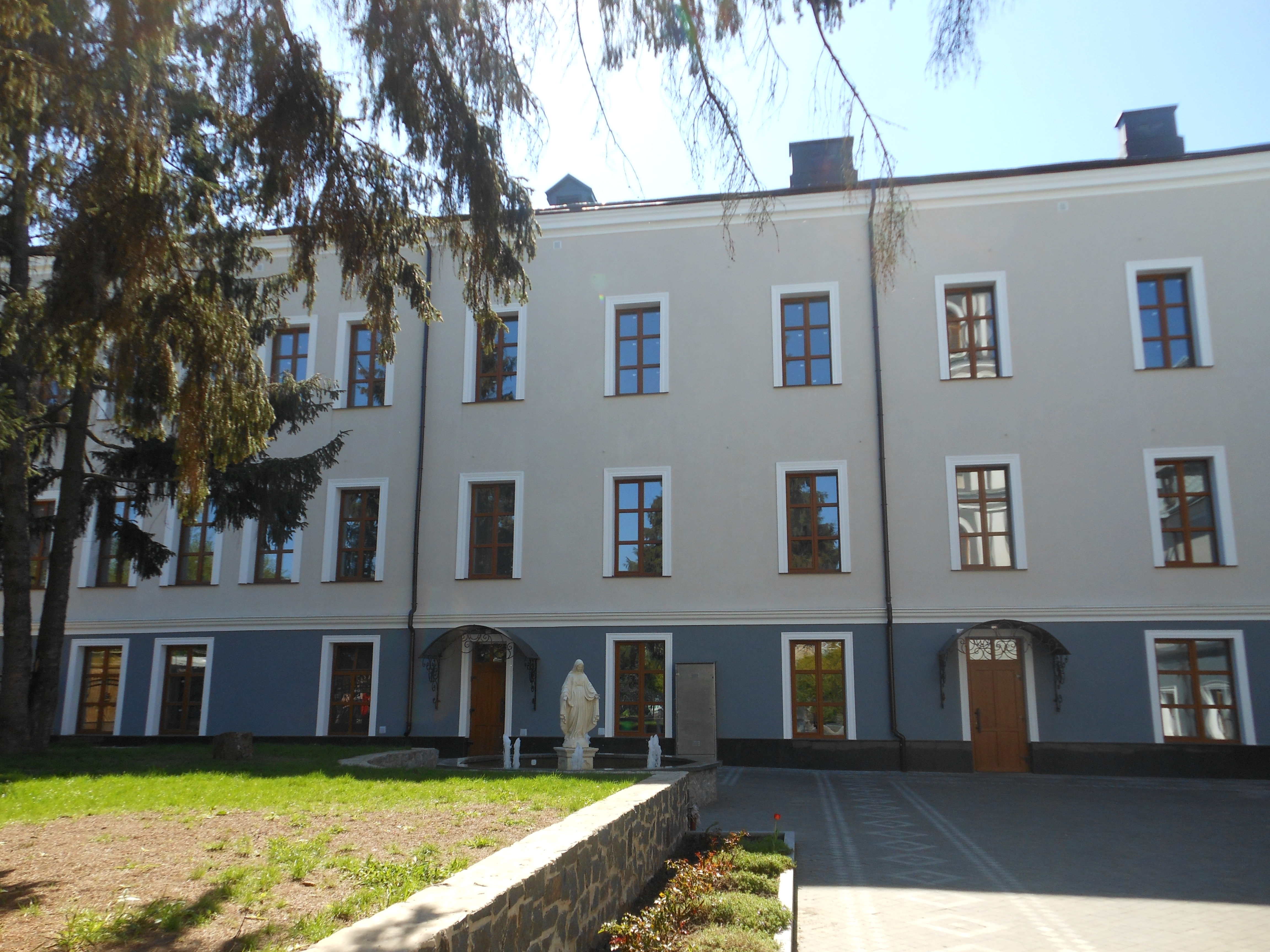
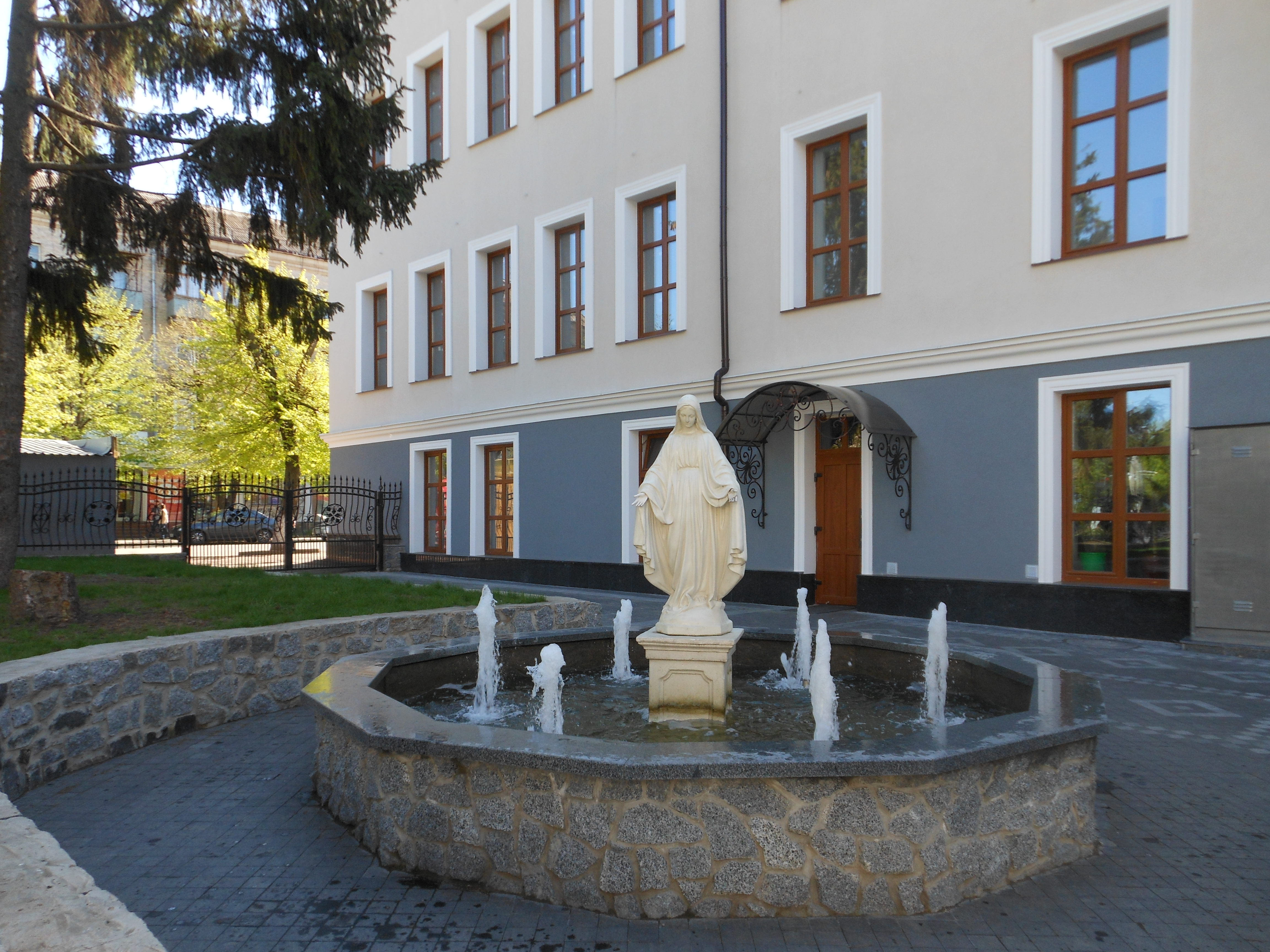
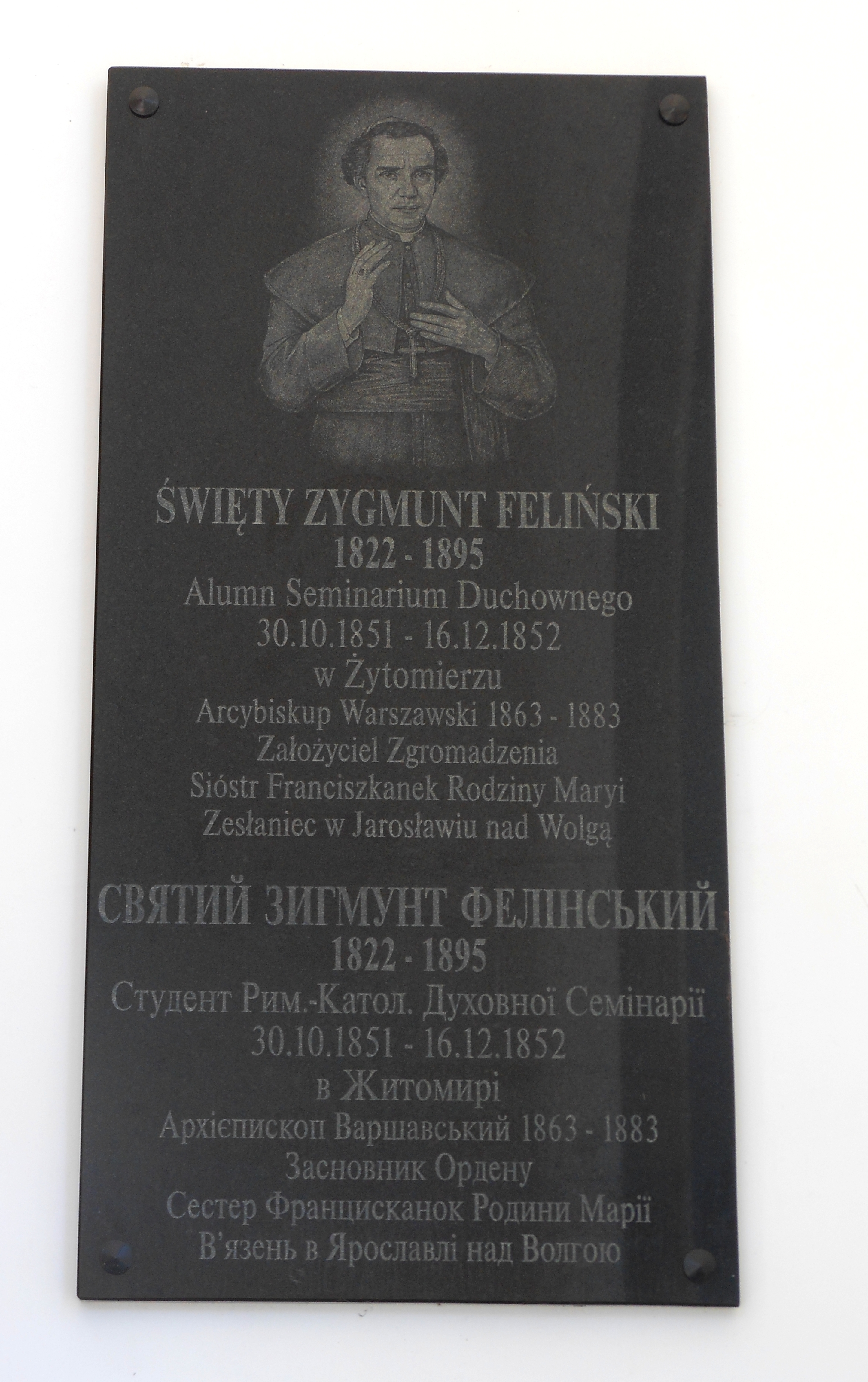
Пам'ятна дошка  Святому Зигмунту Фелінському
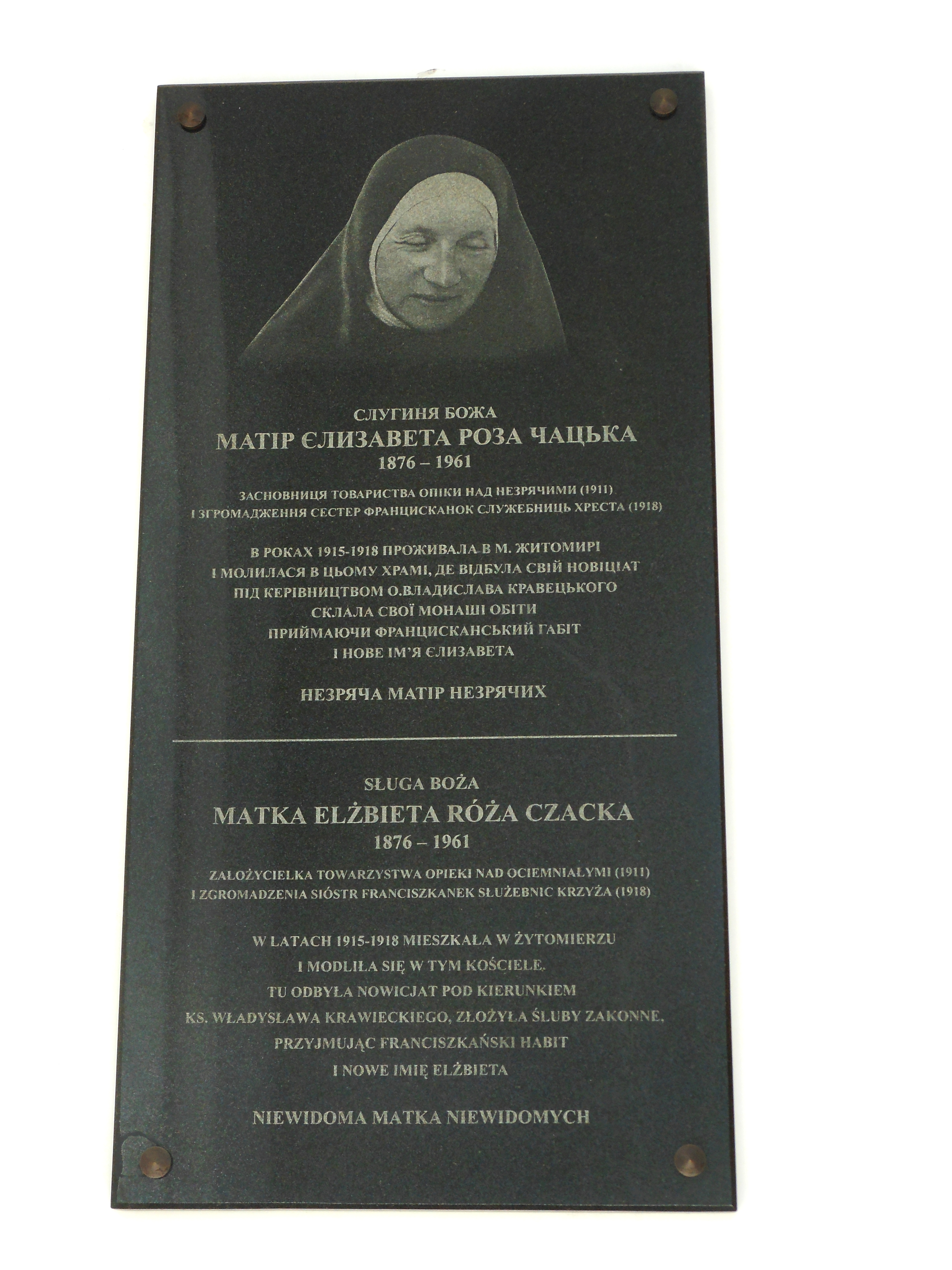
Пам'ятна дошка Слугині Божій Матері Єлизаветі Розі Чацькій